# Croix de fer sur ruban blanc

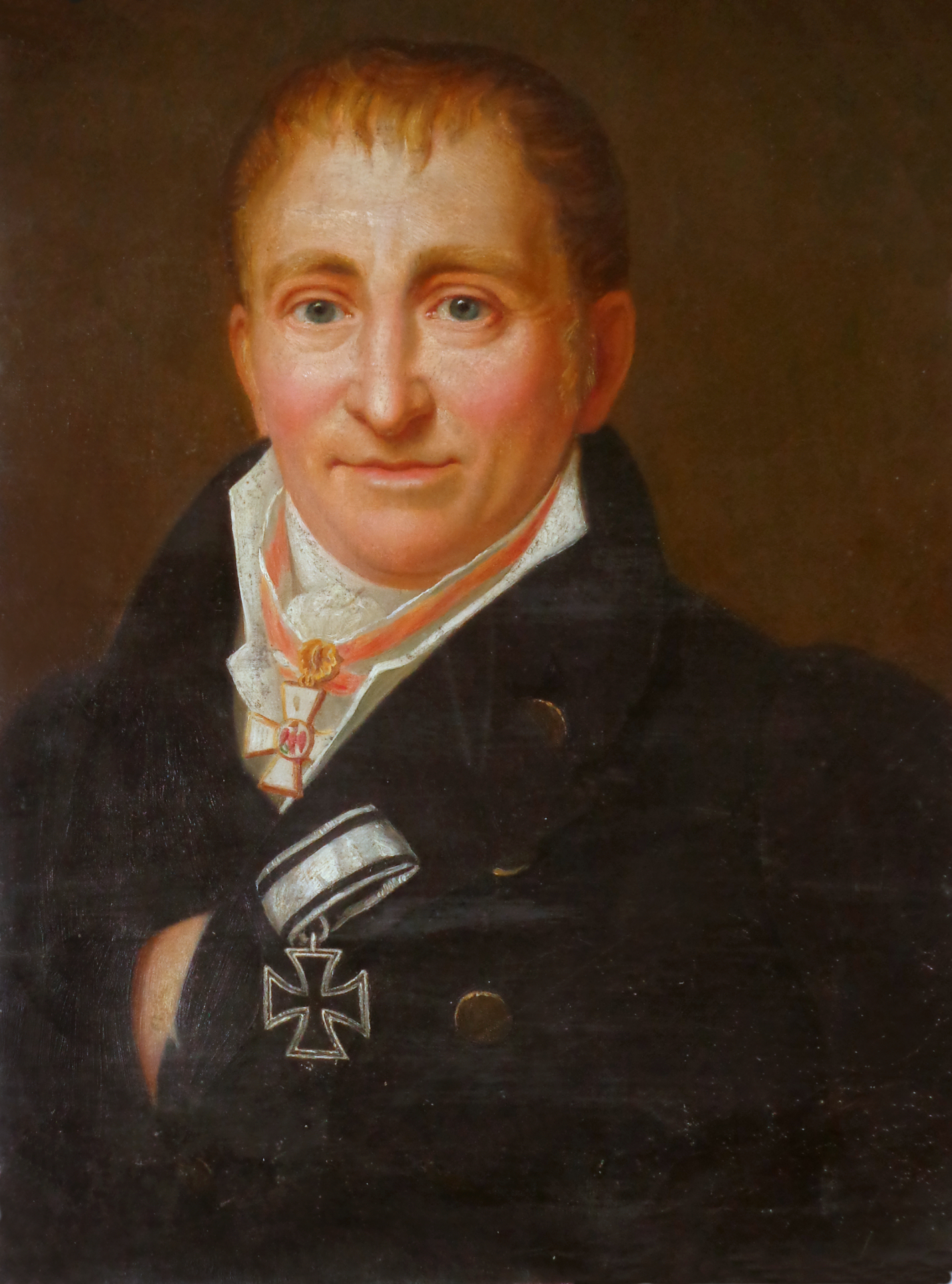
Croix de fer sur ruban blanc et ordre de l'Aigle rouge

La Croix de fer sur ruban blanc (également Croix de fer sur ruban blanc-noir ou Croix de fer pour les non-combattants) est une variante de la croix de fer de 2e classe, une distinction de guerre prussienne pour les non-combattants. Elle est décernée lors des guerres napoléoniennes, de la guerre franco-prussienne et de la Première Guerre mondiale. La bande blanche bordée de noir lui donne son nom.

## Histoire
Comme la croix de fer à ruban noir (ou noir et blanc), la Croix de fer à ruban blanc est créée par le roi de Prusse Frédéric-Guillaume III le 10 mars 1813 à Breslau pour le déroulement des guerres napoléoniennes en trois classes, la croix de fer de 2e et de 1re classe ainsi que la Grand-Croix.
La première classe ne peut être obtenue que si l'on a déjà été décoré de la deuxième classe. Les non-combattants ne reçoivent que très rarement la Croix de fer de première classe : Ainsi, sur les 374 titulaires de la croix de fer sur ruban blanc de 1813, seuls Wilhelm von Humboldt et Karl August von Hardenberg reçoivent également la distinction de la Ire classe. Étant donné que, selon l'acte de fondation de 1813, la Grand-Croix peut être décernée "exclusivement pour une bataille décisive gagnée [...], la prise d'une forteresse importante, ou pour la défense continue d'une forteresse", au commandant respectif, une attribution à des non-combattants est exclue.
Parmi les 374 porteurs de la croix de fer de 2e classe sur ruban blanc de 1813 on compte 36 officiers, huit ministres, 23 haut présidents, présidents et vice-présidents, sept diplomates, 97 autres fonctionnaires civils, 56 fonctionnaires de l'administration militaire et onze marchands. Le nombre relativement très faible de seulement 70 médecins par rapport aux guerres ultérieures s'explique également par le fait que 189 médecins reçoit en même temps la croix de fer sur ruban noir.
Pendant la Première Guerre mondiale, environ 13 000 croix de fer sont décernées sur ruban blanc (sur plus de 5 millions de croix de fer décernées sur ruban noir). Comme cette décoration est souvent décernée à des personnes travaillant dans l'industrie de l'armement ou de la logistique, en particulier pendant la Première Guerre mondiale, elle reçoit le nom péjoratif de "Schieberkreuz" (croix des coulisses).
Lors de la nouvelle création de la Croix de fer en 1939, la version pour les non-combattants est supprimée et le ruban pour les combattants devient rouge. À la place de la Croix de fer sur ruban blanc, une distinction indépendante est créée : la croix du Mérite de guerre.

## Manière de porter

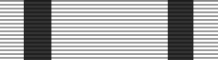
Ruban

Le port de la croix ne diffère pas de celui de la croix de fer de 2e classe sur ruban noir (ou noir et blanc) : la croix est portée entièrement sur le ruban. Sur les vestes d'uniforme, la 2e classe est portée à la deuxième boutonnière, mais depuis le milieu du XIXe siècle, pour des raisons pratiques, elle n'est portée en entier que le jour de la remise ou lors d'occasions particulières. À la place, le ruban de l'ordre peut être cousu au tissu de la veste d'uniforme à l'emplacement de la deuxième boutonnière. Les versions de la croix de fer sur ruban noir et sur ruban blanc ne différent que par la couleur du ruban.
Pour la première classe de la Croix de fer, qui est toujours portée dans sa forme originale sous forme de croix épinglée sur la poitrine gauche, il n'existe qu'une seule version pour les combattants comme pour les non-combattants. La Grand Croix portée en collier n'est jamais décernée aux non-combattants.
Vers la fin du XIXe siècle, le port de grandes et petites barrettes de décoration est apparu, pour lesquelles, en règle générale, seul le ruban est également porté sur un support en laiton ou en tôle. Après 1914, une barrette de répétition est introduite pour les personnes qui possèdent déjà une croix de fer de la guerre franco-prussienne. Cette barrette doit également être portée sur le ruban blanc de la croix de fer, au-dessus de la croix originale.